# Nunc stans
Nunc stans è una locuzione latina che si traduce con «eterno ora» o «eterno presente».
Indica qualcosa (o qualcuno) che non ha né passato né futuro, né oggettivamente né per una mente che tenti di astrarlo a partire dalla realtà sensibile esterna, oppure di immaginarlo da sola.

Può essere un tempo, grande a piacere: un istante di tempo singolo, un istante di tempo da cui parte un'eternità senza fine. In questo momento nel tempo, tutto accade ed è compreso in un unico, eterno presente.
Gli autori antichi e medioevali associano il nunc stans a Dio, dal XVII secolo comunque è riferito ad un Essere supremo, libero e cosciente.

In una visione escatologica, il nunc stans è anche un istante di tempo, l'ultimo tempo: in cui il nunc stans eterno e trascendente si unifica col mondo terreno, il futuro cessa di esistere (se non per un immutabile ed immobile stato di salvezza o condanna), mentre tutto il passato è rivelato ed è verità compresa dai vivi e dai morti, e interamente presente in Cristo giudice del mondo (Efesini 1,7-10).

## Nell'Antico Testamento
In Isaia 43,8-12 Dio afferma: "Prima di me non fu formato alcun Dio né dopo ce ne sarà (...) fuori di me non c'è salvatore...io sono Dio, sempre il medesimo dall'eternità".
In questo passo, in linea con la nozione di nunc stans, Dio si afferma come l'unico eterno, da sempre immutabile.

## Nella filosofia antica
La nozione di nunc stans nasce da discussioni plurisecolari sulla relazione tra il tempo e l'eternità. Platone descrisse il tempo come una "immagine in movimento dell'eternità" (εἰκὼ κινητὸν αἰῶνος), definizione poi ripresa da sant’Agostino d'Ippona. Il tempo si estende al presente, al passato e al futuro, ma solo l'eternità è presente. Questa determinazione diede origine ad una tradizione che qualificava l'eternità come un presente senza tempo. Plotino descrisse l'eternità come la "permanenza nell’Uno".

## Nella filosofia medievale
La trasformazione boeziana del nunc stans in nunc permanens potrebbe essere stata influenzata da sant’Agostino, che esplorò il concetto di nunc stans, ma lo rifiutò.
Nel Medioevo, san Tommaso d'Aquino citò la frase con riferimento al De consolatione philosophiae di Boezio. Boezio distinse tra l'ora per l'uomo, che è come un tempo che scorre, e un’ora divina, che è duratura e costituisce l'eternità di Dio. Boezio chiamò questo indugiare in latino  nunc permanens che si contrapponeva al nunc stans dell’eternità divina.
Boezio definiva l'eternità come il possesso intero, perfetto e simultaneo di una vita interminabile (interminabilis vitae tota simula et perfecta possessio). L'Aquinate, riprendendo Boezio, affermò:
(Summa Theologiae, I, 10, 1)
A causa dell’influenza di Boezio e di san Tommaso, l’espressione ‘’nunc stans’’ ricorre spesso nella filosofia medievale. Anche sant’Alberto Magno utilizzò l’espressione ‘’nunc stans’’ per descrivere l’eternità, facendo esplicito riferimento a Boezio.
L'espressione nunc stans si trova utilizzata sia in opere di filosofia sia di teologia, due saperi che patristica e scolastica mantennero ben distinti:
2. Praeterea, quod est ante aeternitatem, et post aeternitatem, non mensuratur aeternitate. Sed «Deus est 
ante aeternitatem, ut dicitur (Lib. de eausis, proposit. 2), et post aeternitatem.»
((LA) Tommaso d'Aquino, Summa theologiae (Opera omnia, sive antehac excusa, sive etiam anecdota), su google.it/libri, traduzione di Paul Maré, Stanislas Edouard Fretté, 1871. URL consultato il 30 marzo 2018.)
La citazione è ora utile a mostrare che l'espressione "Nunc stans" esisteva già nella lingua corrente al tempo di Severino Boezio (475-526), poi ripresa dai filosofi del XII secolo e nelle opere latine medioevali. 

Era attribuita all'eternità e di conseguenza a Dio, in contrapposizione al tempo che fluisce, diviene. 

E il nunc stans era già allora inteso come:
- cosciente, e
- libero,

quindi in sintesi personale, dato che Dio è l'autore dell'eternità: inteso in questo modo, dai filosofi medioevali che al riguardo citano Agostino (354-430), ma altrove anche in quest'ultimo autore che visse prima di Boezio: ad esempio, nell'analisi agostiniana del tempo.
Il Concilio Lateranense IV affermò:
(Concilio Lateranense IV, Constitutiones 1, 1215)
L'immensità di Dio si riferisce al fatto che non è legato allo spazio, mentre l'eternità all'assenza di legami col tempo. Dunque, si proclama un Dio trascendente (al di fuori dello spazio e del tempo, cioè aspaziale e atemporale, e distinto dal mondo) e immutabile, come nella nozione di  nunc stans.

## Nella filosofia moderna
In seguito, si volle estendere la locuzione latina fino ad intendere la coscienza dell'essere supremo (che nel nome in sé sembra poter anche non essere Trinitario), come in Thomas Hobbes (1588-679). L'Essere Supremo può anche non essere trascendente, altro dal tempo che è in passato, presente e futuro: nunc stans è allora inteso come momento nel tempo in cui non esiste, né alla mente è possibile determinare un passato o un futuro; tutto accade ed è compreso in un unico, eterno presente.
Con radicali critiche nei secoli successivi, la filosofia medioevale è arrivata a dimostrare che Dio è, e che se Dio è, Dio è necessariamente uno solo (non si danno due dei). 

Se oltre ad essere Uno (e quindi unico) Dio sia anche Trino, questo è un dogma della fede e un mistero fondamentale della teologia cristiana, ma non dimostrato né dimostrabile in filosofia: quando la filosofia non nega (o ignora) la (fede nella) Trinità, la ragione umana ha la premessa da cui partire nel modo più ricco e più fecondo di conseguenze logiche, etiche ed estetiche.
Poiché Dio è eterno presente a se stesso, anche la Sua conoscenza è universale, immediata e istantanea: in ogni istante Egli conosce tutta la propria essenza e in essa tutte le cose passate, presenti e future. Diversamente, l'uomo ha una conoscenza discorsiva che apprende le verità l'una in successione all'altra.
Thomas Hobbes criticò aspramente questa nozione come inadatta per descrivere l’eternità.
Arthur Schopenhauer impiegò la locuzione per parlare di "indistruttibilità del nostro stesso essere".  La vita individuale dell'uomo appartiene al mondo delle apparenze in cui si verificano crescita e decadenza, ma la vera essenza è il principio alla base di questo processo. Il tempo è la forma della nostra cognizione in cui comprendiamo tutto, mentre l'essenza stessa non sa nulla di tutto ciò, ma esiste in ‘’nunc stans’’. Schopenhauer fece riferimento alla dottrina dell'idealità del tempo di Immanuel Kant. Nel mutare dei tempi, la volontà resta immobile, fatto che si riconosce in uno sguardo che va oltre la pura apparenza. La differenza tra passato e presente scompare se si cerca di immaginare la sequenza nella vita umana "come presente insieme e allo stesso tempo e sempre, nel ‘’nunc stans’’". Il presente, che da un punto di vista puramente scientifico risulta difficilmente comprensibile, si presenta alla visione metafisica che ignora che le forme della percezione empirica siano persistenti: sotto questo aspetto, Schopenhauer si riferì direttamente alla Scolastica.
Friedrich Nietzsche non adottò mai la frase, ma a un certo punto parla del “Nu”, che forse risale a una traduzione del ‘’Nunc stans’’ di Meister Eckhart. Franz Rosenzweig riprese il termine e ne ravvisò il significato nel fatto che l'uomo si riscatta dalla caducità del momento e il momento si rinnova in qualcosa di immortale, che è quindi l'eternità.
Nel caso del fenomenologo Edmund Husserl, la locuzione trovò impiego per designare una natura senza tempo della "funzione dell'io". Questa essenza del ‘’nunc stans’’ è in grado di staccare la comprensibilità dell'«io funzionale» dal suo collegamento con i luoghi nel tempo e di coglierlo come qualcosa di antecedente o al di fuori del tempo. Questa esperienza è attuale e atemporale, vale a dire non fissata in un tempo. Martin Heidegger prese le distanze dall'idealismo così come dal dualismo di René Descartes, ma anche dalla concezione dell'eternità come ‘’nunc stans’’. Secondo Heidegger, non esiste un soggetto puramente spirituale che sia distaccato dal mondo e che possa poi essere ricondotto ad esso; invece l'esistenza è determinata dal trovarsi nel mondo (dall’Esserci) e dal doversi confrontare sempre con esso.
L'idea che dove non c'è tempo, non c'è anche morte si trova anche in Ludwig Wittgenstein, sebbene non espressa con la frase ‘’ nunc stans’’.
Anche il romanzo La montagna incantata di Thomas Mann menzionò il nunc stans. Gli abitanti della montagna magica vivono un'eternità interiore vissuta e vertiginosa, idolatra, che rappresenta un tentativo di vivere il tempo di Dio sulla terra. Il ‘’Nunc stans’’ descrive qui l'essenza della vita come presente, che presenta il suo mistero solo in modo mitico al passato e al futuro. Mann cita anche il ‘’Nunc stans’’ del ‘’Doctor Faustus’’ di Goethe. In quest’ultima opera, il ‘’nunc stans’’ fu associato a momenti di estasi (come nella “permanenza nell’Uno” di Plotino), che al contempo costituiscono lo sviluppo del futuro artista di cui ispirano e liberano la composizione.
Per Hannah Arendt, il ‘’nunc stans’’, in cui l'infinito passato e l'infinito futuro coincidono nel presente, è un punto lungo la linea temporale del presente che è senza tempo e che rompe le costruzioni convenzionali di quest’ultimo. Attraverso questa esperienza, l'uomo può realizzare opere atemporali, poiché sono in una sorta di tempo, l’istante presente, che è senza tempo. Dalla posizione del ‘’nunc stans’’, tuttavia, la persona pensante non resta priva di riferimento alla storia; al contrario, con la sua mediazione, la storicità entra in uno spazio di pensiero che è atemporale. La Arendt presuppose che l'io spirituale stesse lottando contro il tempo, nel senso di una lotta contro i fenomeni del mondo storico: il flusso del tempo, che tutto travolge con sé e che tutto fa scomparire, deve essere interrotto dall’Io spirituale per proteggere i singoli fenomeni del mondo storico che egli deve salvare.
Hans-Georg Gadamer vide nella celebrazione delle feste un suo modo di essere, in cui il tempo diventava il ‘’nunc stans’’ di un presente edificante e in cui la memoria e il presente si fondevano in un tutt’uno. Ad esempio, il Natale è più di un ricordo della nascita di Gesù Cristo, perché ogni Natale è misteriosamente contemporaneo al presente più lontano, lo riattualizza: durante le festività il tempo si ferma, mentre nella vita di tutti i giorni le persone sono legate alle funzioni e agli appuntamenti della propria vita.
Il filosofo Walter Biemel si chiese se Marcel Proust si fosse riferito al ‘’Nunc stans’’ quando nel romanzo ‘’Alla ricerca del tempo perduto’’ descrisse l’esistenza di una sensazione extratemporale.

## Nel pensiero cristiano
Nel Medioevo rappresentava una delle qualità del Dio Uno e Trino: Dio è da sempre e per sempre, e sempre nel solito modo di essere:
- non è creato da alcuno (Creatore increato),
- non nasce,
- non muore: eccetto l'incarnazione e la temporanea morte di croce cui segue la risurrezione di Gesù  (Seconda Persona della Sacrosantissima Trinità),
- non invecchia o muta/diviene,

in relazione agli enti creati che vivono nella terra e nel tempo:
- è fermo immobile: perché al contrario muovendosi avrebbe un prima e un dopo. Non deve spostarsi da un luogo a un altro, ma istantaneamente può apparire dovunque, anche se al contrario può apparire col suo corpo mentre si sposta e cammina.
- immobile comporta anche inamovibile: nessun altro può muoverlo, oppure costringerlo a muoversi da solo. E in relazione ad un potenziale ente a lui nemico, ciò significa anche che resiste e vince.
- immobile non significa immobilismo, staticità: assiso dal trono, regna e giudica.

Perciò, è eterno immutabile. A quanto detto, si aggiunge che:
- Lui è ad ogni singolo uomo più presente del vero Sé (è il Divino Ospite)[19],
- nello stesso tempo, è totalmente trascendente: non l'altro-da-noi, ma colui che si colloca oltre la realtà colta coi cinque sensi corporei (cfr. Padre nostro..).

Per tutte queste proprietà ora dette, è chiamato Nunc stans, tradotto con "Eterno Presente". 
Gesù Cristo risorto e asceso alla destra del Padre in corpo e anima continua a conoscere questo passato e questo futuro terreno anche coi cinque sensi del corpo umano terreno.
Commentando il quarto vangelo, papa Giovanni Paolo II ebbe a dire:
(Udienza generale del 6 novembre 1985)